# Pseudorsolus crassus
Genre
Espèce
Synonymes
- Burmorsolus crassus Wunderlich, 2015

Pseudorsolus crassus, unique représentant du genre Pseudorsolus, est une espèce fossile d'araignées aranéomorphes de la famille des Plumorsolidae.

## Distribution
Cette espèce a été découverte dans de l'ambre de Birmanie. Elle date du Crétacé.

## Publications originales
- Wunderlich, 2015 : On the evolution and the classification of spiders, the Mesozoic spider faunas, and descriptions of new Cretaceous taxa mainly in amber from Burmese (Burma) (Arachnida: Araneae). Beiträge zur Araneologie, vol. 9, p. 21–408 (en).
- Wunderlich, 2017 : New and rare fossil spiders (Araneae) in mid Cretaceous amber from Myanmar (Burma), including the description of new extinct families of the suborders Mesothelae and Opisthothelae as well as notes on the taxonomy, the evolution and the biogeography of the Mesothelae. Beiträge zur Araneologie, vol. 10, p. 72–279 (en).